# 杜耶·科普
杜耶·科普（1990年2月1日—）是一位克羅地亞足球運動員。在場上的位置是前鋒。他也代表克羅地亞國家足球隊參賽。